# Giardino delle erbe Augusto Rinaldi Ceroni
Il giardino delle erbe Augusto Rinaldi Ceroni si trova nel comune di Casola Valsenio ed è di proprietà della Regione Emilia-Romagna. 
La gestione, affidata al Comune di Casola Valsenio fino al 2015 e dal 2016 all'Ente di gestione per i Parchi e la Biodiversità - Romagna, si svolge in collaborazione con la Cooperativa Montana Valle del Senio. 
Il Giardino delle Erbe occupa quattro ettari di terreno (è uno dei più grandi d'Italia e d'Europa per numero di piante) nella valle del Senio e ospita al suo interno oltre 400 specie botaniche, autoctone e non. La Cooperativa Montana Valle del Senio svolge un ruolo di ricerca, conservazione e divulgazione.

## Storia

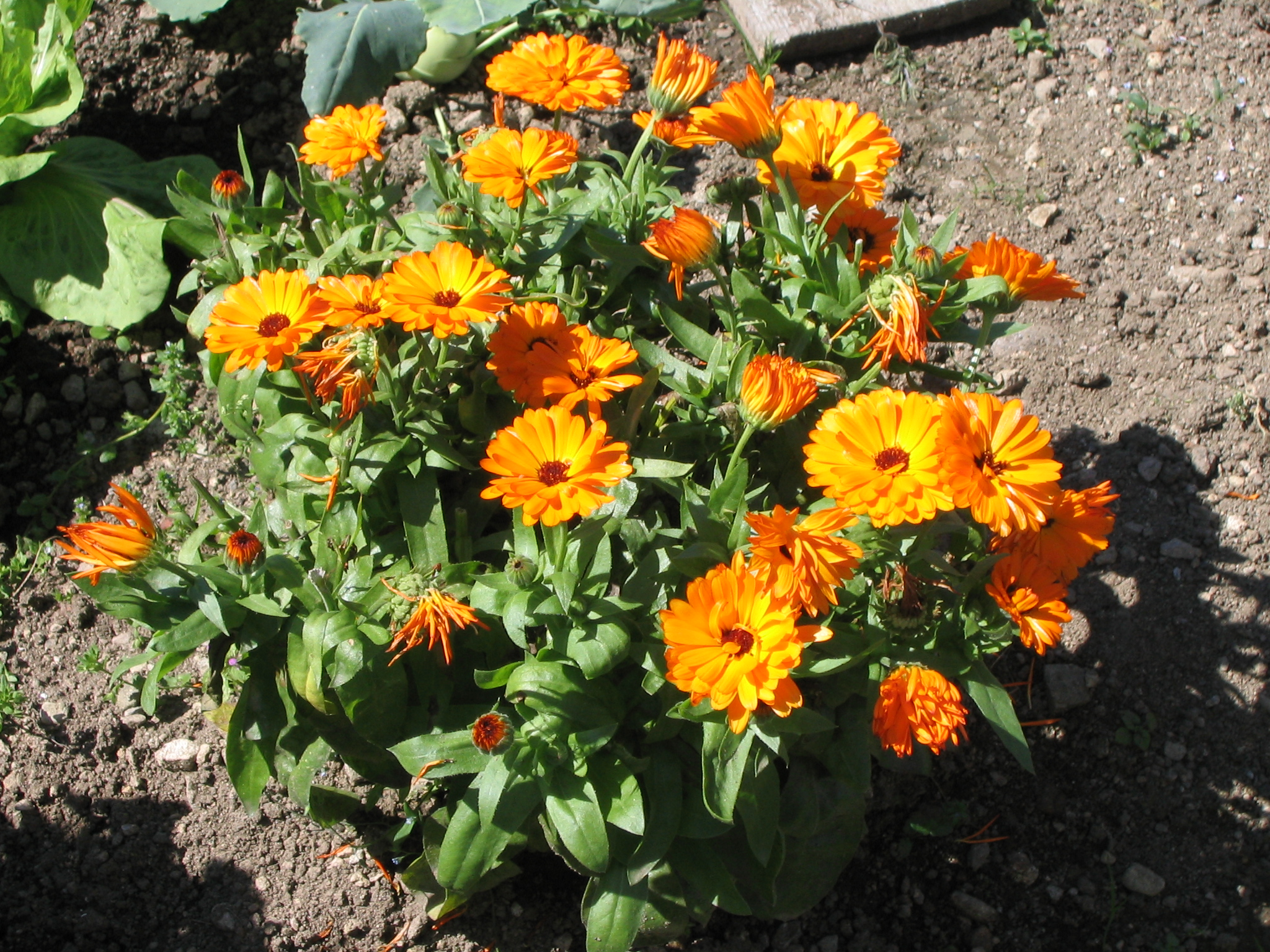
Calendula officinalis

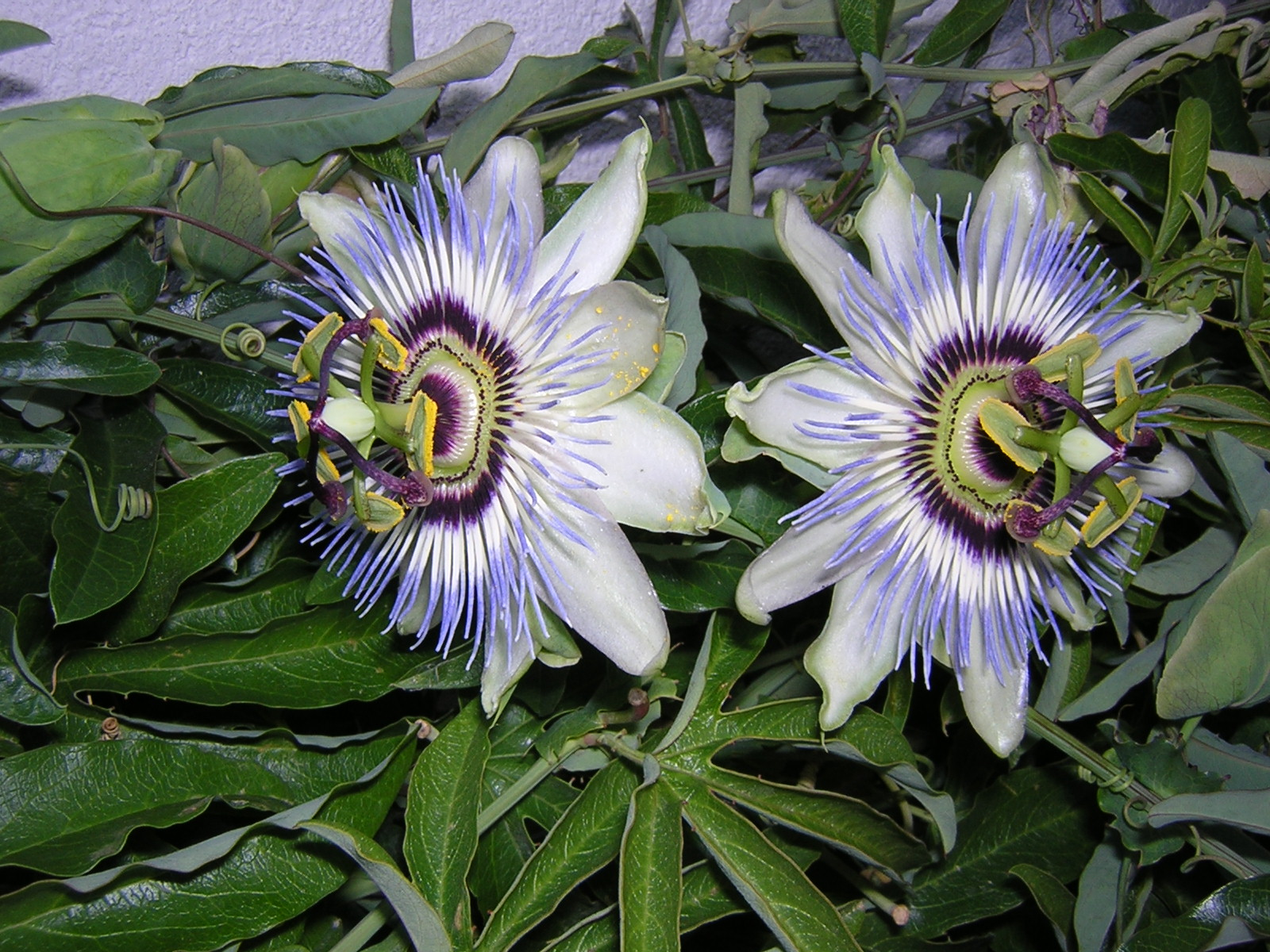
Passiflora caerulea

Il Giardino è intitolato al suo ideatore, il professor Augusto Rinaldi Ceroni, che nel 1938 decise di integrare l'insegnamento nell'istituto professionale di Agraria con esperimenti sul campo, riuscendo a farsi concedere dal comune l'uso del campo adiacente alla scuola per le esercitazioni degli alunni, in un'ottica di didattica integrata che aveva dei precedenti nella pedagogia di inizio Novecento. Anche nel dopoguerra l'opera di conservazione del patrimonio storico e di salvaguardia delle specie proseguì, rivelandosi fondamentale per il territorio del Comune di Casola Valsenio nel dare appoggio, dagli anni settanta in poi, alla valorizzazione delle risorse naturalistiche, ambientali e storiche locali. Il Giardino è stato fondato a metà degli anni ottanta a coronamento di quarant'anni di studi e ricerche.
Attualmente, sono state realizzate alcune feste che si svolgono in stretta collaborazione con il Giardino delle Erbe, spesso al suo interno, come la Giornata della Lavanda e Erbe in fiore nell'ultimo fine settimana di giugno. La più conosciuta è la Festa dei Frutti Dimenticati e del Marrone di Casola, che si svolge la seconda e terza settimana di ottobre nel centro storico di Casola Valsenio. L'evento richiama pubblico da ogni parte d'Italia.
Dal 2003 il Giardino delle Erbe fa parte del Sistema museale della Provincia di Ravenna.

## Flora
Nel Giardino delle Erbe si coltivano varie specie di piante aromatiche, officinali e per la produzione del miele, e nell'arboreto sono conservate alcune varietà di frutti dimenticati.

### Le erbe

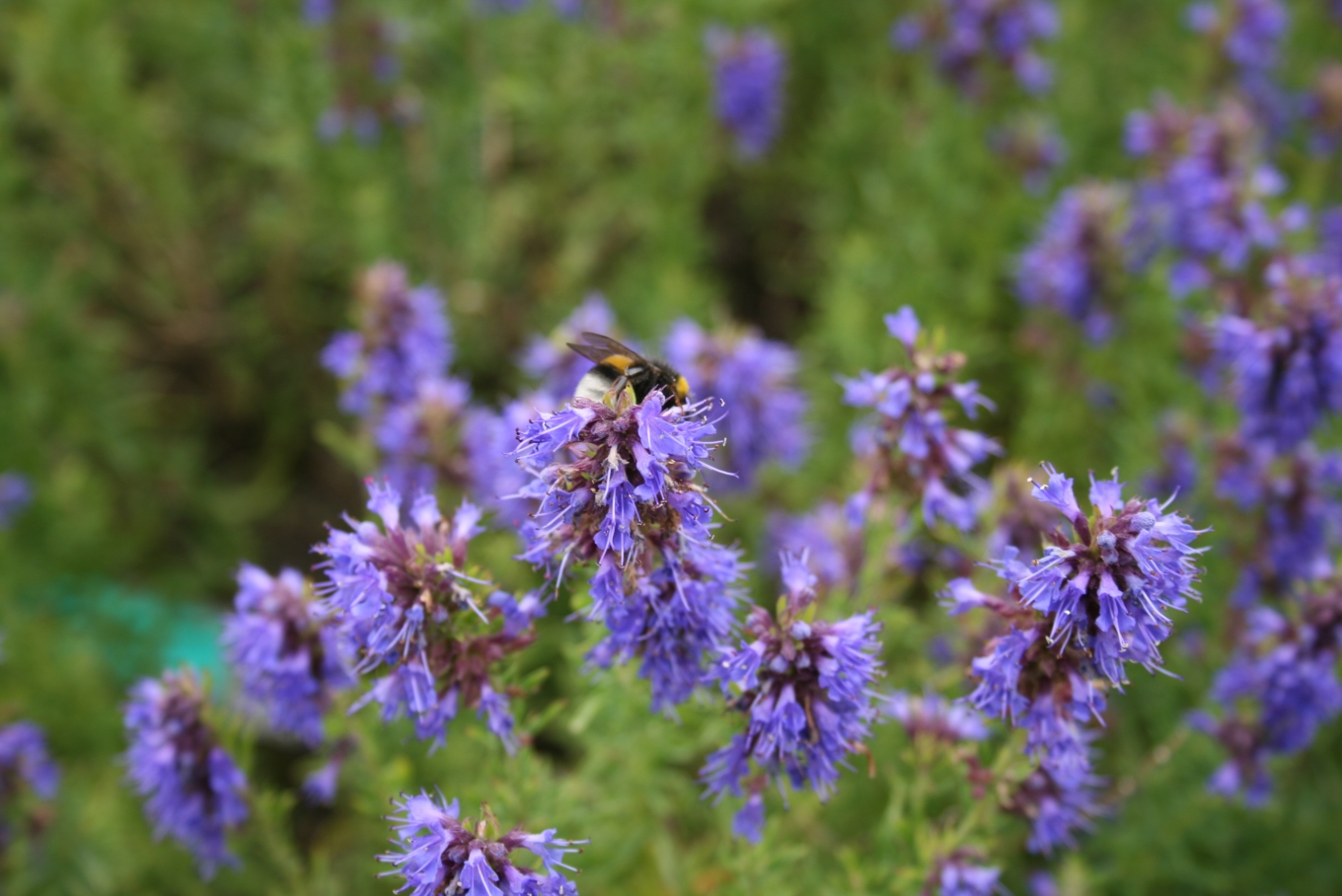
Hyssopus officinalis

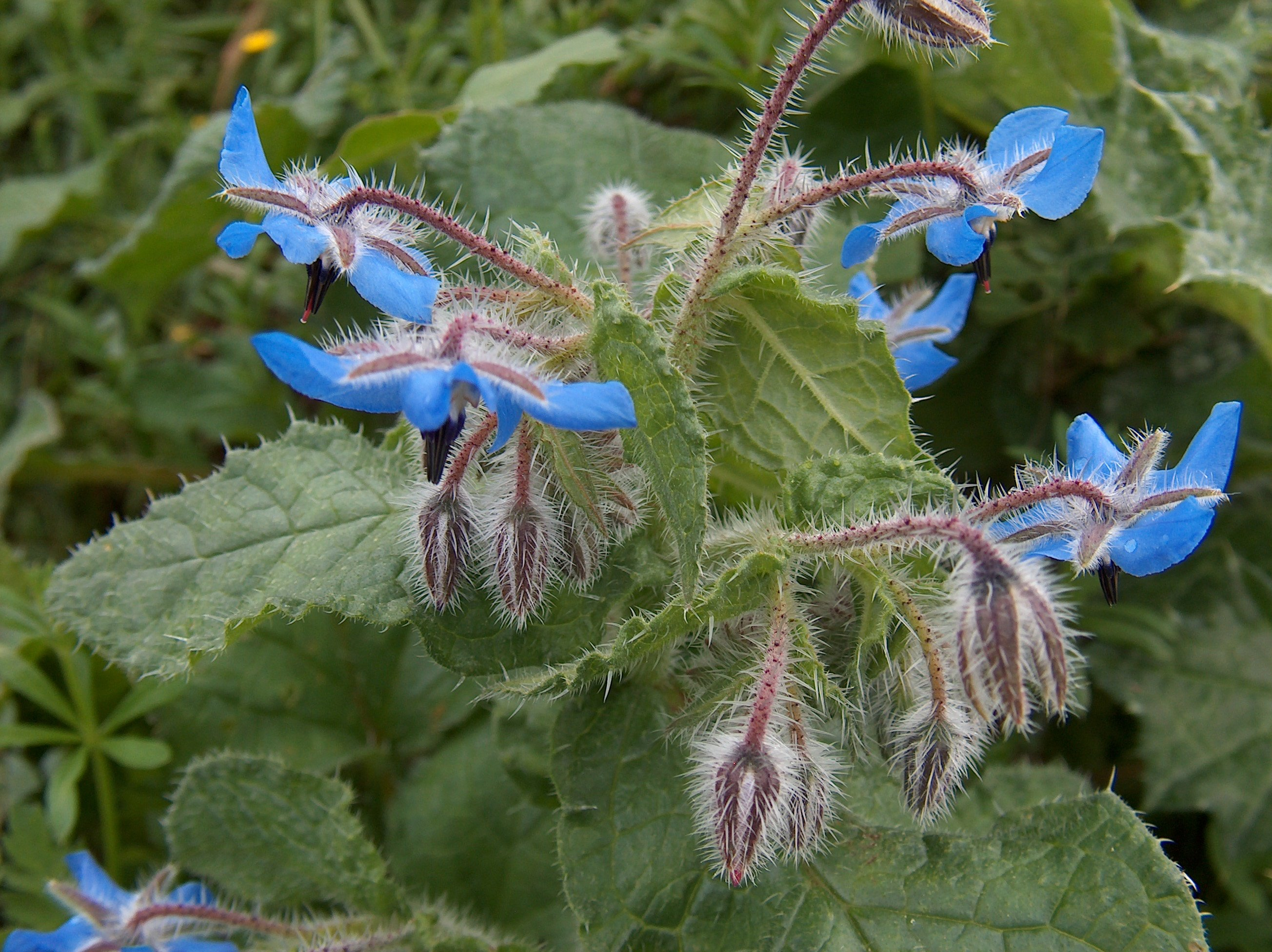
Borago officinalis

Le specie più caratteristiche conservate nel giardino sono: l'angelica, la calendula, la camomilla romana, l'echinacea, il dragoncello, l'issopo, il finocchio, la lavanda e il lavandino, la melissa, la menta, l'origano, l'ortica, la passiflora, il rosmarino, la salvia, la santoreggia annua, la santoreggia montana,il tiglio, il timo. Quasi tutte le piante sono presenti in più varietà.
Nel giardino sono ospitate sia piante officinali che aromatiche: piante che vengono usate in cucina, per esempio come l'erba cipollina, la pimpinella, il dragoncello, il rabarbaro, la borragine, lo zafferano, il levistico e la nepetella, e piante contenenti principi attivi associati da secoli a proprietà curative: per esempio, la camomilla, il biancospino, le digitali, il giusquiamo, l'atropa belladonna, la salvia, la valeriana, l'echinacea.
Sono inoltre presenti esemplari di piante mellifere, ossia che favoriscano la raccolta di polline e nettare da parte delle api presenti negli alveari del giardino, e degli altri insetti pronubi: per esempio, il marrubio, la cardiaca, la nepeta, la sulla, la grindelia la cephalaria, la ruta e il coriandolo.

### L'arboreto
Nell'arboreto, si recuperano piante e arbusti autoctoni e varietà di frutti usati per l'alimentazione in passato e oggi dimenticati, come il sorbo, il nespolo, la rosa canina, il biancospino, l'olivello spinoso, il nocciolo. Inoltre, altre piante sono "di servizio" per l'ecosistema del giardino: ci sono piante utili al consolidamento del terreno e piante utili alla floricoltura officinale.

## Curiosità
Il giardino contiene al suo interno un'olfattoteca, un'area attrezzata in cui è possibile sentire le essenze che vengono preparate nei laboratori e riconoscere le piante aromatiche dai loro profumi.